# Viktor Klimov
Viktor Viktorovyč Klimov (in ucraino Віктор Вікторович Клімов?; Sinferopoli, 10 dicembre 1964) è un ex ciclista su strada ucraino, fino al 1991 sovietico.

## Palmarès

### Strada
- 1985 (Dilettanti, due vittorie)

1ª tappa Settimana Ciclistica Bergamasca
Campionati del mondo, Cronosquadre (con Igor' Sumnikov, Vasilij Ždanov e Aleksandr Zinov'ev)
- 1987 (Dilettanti, una vittoria)

2ª tappa Settimana Ciclistica Bergamasca
- 1988 (Dilettanti, due vittorie)

Campionati sovietici, Prova in linea
1ª tappa Vuelta a Cuba (Baracoa > Guantánamo)
- 1991 (Seur, quattro vittorie)

4ª tappa Parigi-Nizza (Saint-Étienne > Dieulefit)
Classifica generale Grande Prémio Internacional de Torres Vedras-Troféu Joaquim Agostinho
5ª tappa Volta a Galicia (Riveira > Santiago di Compostela)
Memorial Manuel Galera

#### Altri successi
- 1984 (Dilettanti)

Campionati sovietici, Cronosquadre (con Evgenij Korolkov, Sergej Navolokin e Sergej Voronin)
- 1985 (Dilettanti)

2ª tappa Corsa della Pace (cronosquadre)
- 1986 (Dilettanti)

Campionati sovietici, Cronosquadre (con Asjat Saitov, Igor' Sumnikov e Vasilij Ždanov)
3ª tappa Corsa della Pace (cronosquadre)
- 1987 (Dilettanti)

Campionati sovietici, Cronocoppie (con Vasilij Ždanov)
Campionati sovietici, Cronosquadre (con Asjat Saitov, Igor' Sumnikov e Vasilij Ždanov)
- 1988 (Dilettanti)

Campionati sovietici, Cronosquadre (con Asjat Saitov, Igor' Sumnikov e Vasilij Ždanov)
- 1989 (Dilettanti)

Campionati sovietici, Cronosquadre (con Jurij Manujlov, Asjat Saitov e Vladimir Zotov)

## Piazzamenti

### Grandi Giri
- Giro d'Italia

1990: 103º
1991: 34º
1992: 67º
- Vuelta a España

1990: non partito (14ª tappa)
1991: fuori tempo massimo (12ª tappa)
1992: 100º
1993: 36º

### Classiche monumento
- Milano-Sanremo

1992: 108º
- Giro delle Fiandre

1990: 85º
- Parigi-Roubaix

1990: 63º
- Liegi-Bastogne-Liegi

1990: 130º

### Competizioni mondiali
- Campionati del mondo

Giavera del Montello 1985 - Cronosquadre: vincitore
Colorado Springs 1986 - Cronosquadre: 5º
Colorado Springs 1986 - In linea Dilettanti: 89º
Villach 1987 - Cronosquadre: 2º
Villach 1987 - In linea Dilettanti: 8º
Chambéry 1989 - Cronosquadre: 3º
Chambéry 1989 - In linea Dilettanti: 9º
Stoccarda 1991 - In linea Professionisti: ritirato
Benidorm 1992 - In linea Professionisti: 75º
- Giochi olimpici

Seul 1988 - Cronosquadre: 7º